# Стево Карапанџа
Стефан Стево Карапанџа (Горња Требиња код Карловца, 13. септембар 1947) је југословенски, хрватски и српски кувар.

## Биографија
По оцу је Србин, а по мајци Хрват. Одрастао је у сеоској гостионичарској породици, д‌еда му је био пекар, а отац је водио гостиону, па је како сам каже "све пресудно да постане кувар било већ у генима". Средњу школу је похађао у Опатији. На почетку каријере Стево је радио у карловачком хотелу „Корана”, а потом у хотелу у Селцима гд‌е је био постављен за младог шефа кухиње. Војни рок је одслужио у Југословенској ратној морнарици. 1967. се запослио у загребачком "Хотелу Еспланаде" где је радио до 1975. Са отварањем "Интерконтинентала" у Загребу, Стево је био постављен за шефа кухиње истог и ту је остао до 1980. Од 1987 до 1989 био је генерални директора хотела "Holiday Inn" у Загребу. Попуњеност "Holiday Inn"-а је подигао са 23% на 70%.
Са Ивом Сердаром, а касније и Оливером Млакаром, водио је југословенску недељну кулинарску емисију „Мале тајне великих кувара” у продукцији ТВ Загреб од 1974. године. Ангел Миладинов је био редитељ првих десетак година емисије, а потом Саша Залепугин.
На почетку ратова у Југославији 1991. је добијао  бројне претње хрватских националиста због његовог српског порекла. Затим је из Загреба отишао у Италију и настанио се у Швајцарској, где сада живи и води ресторан у Енетбадену.
Године 2004. је био десети у анкети „Највећи Хрват” коју је спровео хрватски недељник „Национал”.
Аутор је низа популарних кувара из осамдесетих година прошлог века. Његова куварица „Моји најдражи рецепти” је објављена 2009.

## Дјела
- Normativi o utrošku živežnih namirnica, Zagreb (1979)
- Moja lovačka kuhinja, Nakladni zavod Znanje, Zagreb (1983)
- Zagreb za stolom: što se jede - što se pije, Nakladni zavod Znanje, Zagreb (1984)
- Karapandža: moji najdraži recepti, Nakladni zavod Znanje, Zagreb (1985)
- Jesen, zima, Profil knjiga, Zagreb (2012)
- Kreativna kuhinja, Profil knjiga, Zagreb (2013)